# San Agustín del Pozo
San Agustín del Pozo település Spanyolországban,  Zamora tartományban. San Agustín del Pozo Villafáfila, Villaveza del Agua, Barcial del Barco, Vidayanes és Revellinos községekkel határos. Lakosainak száma 166 fő (2024).

## Népesség
A település népessége az utóbbi években az alábbiak szerint változott:
| Lakosok száma | 209  | 202  | 209  | 205  | 206  | 191  | 196  | 183  | 175  | 166  |
|               | 2001 | 2004 | 2007 | 2009 | 2012 | 2014 | 2017 | 2019 | 2022 | 2024 |